# My Name Is Earl
My Name Is Earl ist eine US-amerikanische Comedy-Serie über einen Kleinkriminellen, der nach einem Unfall an das Karma zu glauben beginnt und im Verlauf der Serie all seine schlechten Taten wiedergutzumachen versucht. Die Serie wurde von Greg García geschrieben und von 20th Century Fox produziert. Die Serie war vom 20. September 2005 bis zum 14. Mai 2009 auf NBC zu sehen.
Die Protagonisten der Serie werden von Jason Lee, Ethan Suplee, Jaime Pressly, Nadine Velazquez und Eddie Steeples verkörpert.

## Handlung
Earl Hickey ist ein Kleinkrimineller, der mit einem Rubbellos 100.000 Dollar gewinnt, dieses jedoch verliert, als er von einem Auto angefahren wird. Earl beginnt an Karma zu glauben, als er im Krankenhaus nach dem Unfall unter Morphineinfluss den Late-Night-Talker Carson Daly im Fernsehen davon reden hört. Er entscheidet sich, sein Leben radikal zu ändern, schreibt eine Liste mit allen schlechten Dingen, die er in seinem Leben getan hat und will sie wiedergutmachen. Als er Müll aufsammelt, um den ersten Punkt der Liste (Nr. 136) abzuhaken, fliegt ihm sein Rubbellos auf den Schuh. Dies überzeugt ihn gänzlich vom Konzept des Karma und das gewonnene Geld hilft ihm dabei, nach und nach jeden Punkt auf seiner Liste abzuhaken.
Die einzelnen Episoden behandeln meist das Abhaken eines oder mehrerer Punkte auf Earls Liste und die Komplikationen, die sich dabei ergeben. Sie bauen mit Ausnahme einiger Handlungsstränge, die Earls Ex-Frau Joy und ihre Familie betreffen (Strafprozess, Schwangerschaft, Zeugenschutzprogramm), inhaltlich kaum aufeinander auf. Zu erwähnen ist jedoch, dass Personen, bei denen er etwas wiedergutgemacht hat, in späteren Episoden als Freunde auftauchen und ihn teilweise tatkräftig bei späteren Wiedergutmachungen unterstützen. Lediglich die dritte Staffel beinhaltet eine nennenswerte episodenübergreifende Handlung: Zu Beginn sitzt Earl im Gefängnis, nachdem er in der letzten Episode der zweiten Staffel ein Verbrechen gestanden hatte, das in Wirklichkeit von Joy begangen worden war. Während der Haft erledigt er verschiedene Aufträge für den unfähigen Gefängnisdirektor Jerry Haslewood, von dem er im Gegenzug Gutscheine für Haftverkürzung erhält. Als Haslewood jedoch klar wird, dass er ohne Earl seine Probleme wieder allein lösen muss, entschließt er sich, Earl doch nicht vorzeitig zu entlassen. Der frustrierte Earl beteiligt sich daraufhin an einem Fluchtversuch, welcher missglückt. Er erfährt jedoch von Haslewoods Vergangenheit als Pornodarsteller und erpresst ihn mit diesem Wissen, so dass er doch noch vorzeitig freikommt. Sein Vermögen ist inzwischen allerdings aufgebraucht und der einzige Job, den Earl bekommen kann, sagt ihm ganz und gar nicht zu. Aufgrund seiner negativen Erlebnisse zweifelt er am Karma und beginnt, sich wieder rücksichtslos und gemein zu verhalten, was seinen Freunden nicht gefällt. Als diese eine Intervention veranstalten, um ihn wieder auf den Pfad der Tugend zurückzubringen, flüchtet er aus dem Haus und wird prompt ein weiteres Mal von einem Auto angefahren. Diesmal sind seine Verletzungen so schwer, dass er ins Koma fällt. Sein Bruder Randy hakt in Earls Namen weiter Punkte auf der Liste ab, um ihn wieder genesen zu lassen. Tatsächlich wacht Earl nach einiger Zeit wieder auf. Er heiratet Billy, die er als seine Belohnung vom Karma ansieht. Die Beziehung funktioniert jedoch nicht gut. Schließlich trennen sich beide wieder und Earl – wieder zu Geld gekommen – nimmt sein Leben aus der Zeit vor dem Gefängnisaufenthalt wieder auf.

## Figuren

### Hauptfiguren

#### Earl J. Hickey
Earl Jehosaphat Hickey (Jason Lee, deutscher Sprecher: Markus Pfeiffer): Der ehemalige Kleinkriminelle hat im Krankenhaus gemerkt, dass ihm sein Leben nicht gefällt. Deswegen erstellt er eine Liste mit allen schlimmen Dingen, die er bislang in seinem Leben getan hat, um diese nach und nach wiedergutzumachen. Dabei helfen ihm vor allem sein Bruder Randy, Motel-Zimmermädchen Catalina und manchmal auch seine anderen Freunde.  Immer wenn er seine Liste vernachlässigt, wird er schnell vom Karma an seine neue Aufgabe im Leben erinnert.
Im Krankenhaus lässt seine Frau Joy ihn die Scheidungsunterlagen unterschreiben, ohne dass er es bemerkt, da er unter Schmerzmitteln steht. Dabei überschreibt er ihr auch den Wohnwagen, in dem sie gemeinsam wohnen. Als er aus dem Krankenhaus kommt, mietet er sich mit seinem Bruder Randy ein Zimmer in einem Motel.
Im Gegensatz zu seinem Bruder verfügt Earl über eine normale Durchschnittsintelligenz, seine Bildung ist allerdings sehr lückenhaft. Dies zeigt sich besonders darin, dass er viele Fremdwörter nicht versteht und Probleme hat, diese auszusprechen. Zudem ist er völlig ahnungslos, wenn es um die Benutzung von Computern und ähnlicher moderner Technik geht.

#### Randall „Randy“ Hickey
Randall „Randy“ Doo Hickey (Ethan Suplee, deutscher Sprecher: Christian Gaul): Earls jüngerer Bruder, mit dem er sein ganzes Leben verbracht hat. Randy ist nicht besonders intelligent und an der Grenze zur geistigen Behinderung einzuordnen. Er ist nicht ohne andere Bezugspersonen überlebensfähig und folgt Earl seit frühester Kindheit bedingungslos. Allerdings zeigt er gelegentlich Bestrebungen, sich von Earl als Persönlichkeit abzugrenzen, selbständiger zu sein und sich nicht mehr bevormunden zu lassen. Er weist eine ausgesprochen kindlich-naive Art auf und wird wegen seines Verhaltens häufig von Earls Ex-Frau Joy lächerlich gemacht, die ihn regelmäßig unter anderem „dumbass“ (deutsch etwa „Depp“) nennt. Er hat (wenn man von wenigen Folgen absieht, in denen er im Lager eines Haushaltsgeräteladens arbeitet und der Zeit, in der er Gefängniswärter wird, weil Earl eine Haftstrafe absitzen muss) keinen Job und lebt von Earls Lotteriegewinn, was für Earl aber in Ordnung ist, da er sieht, dass er Randy für die Abarbeitung vieler Punkte auf seiner Liste benötigt. Von Zeit zu Zeit sagt er Dinge, die in bestimmten Situationen für Earl hilfreich sind und die man von ihm im Grunde nicht erwartet. Er heiratet Catalina, damit diese in Amerika leben kann. Außerdem hat er große Angst vor jeder Art von Vögeln.

#### Joy Turner
Joy Turner (Jaime Pressly, deutsche Sprecherin: Marie Bierstedt): Earls Ex-Frau, die sich von ihm scheiden ließ, als er im Krankenhaus lag. Jetzt ist sie mit Earls Freund Darnell verheiratet, der vermeintlich der Vater von Earl Jr. ist. In den ersten Folgen versucht sie, an Earls Gewinn zu kommen und ihn gar umzubringen, versöhnt sich jedoch wieder mit ihm in Folge 6. Sie wohnt mit Darnell und den Kindern in der Wohnwagensiedlung Pimmit Hills Trailer Park. Sie ist eine sehr emotionale, jähzornige, patriotische und oberflächliche Frau, die ihre Kinder über alles liebt. Nachdem sie einen Lieferwagen gestohlen hat, muss sie sich vor Gericht verantworten, was sich schwierig gestaltet, da ihr eine gehörlose Anwältin zur Seite gestellt wird, mit der Joy nicht zurechtkommt.

#### Catalina Aruca
Catalina Rana Aruca (Nadine Velazquez, deutsche Sprecherin: Iris Artajo): Die lateinamerikanische, illegale Einwanderin ist das Zimmermädchen in dem Motel, in dem sich Earl und Randy eingemietet haben. Ihr Heimatland wird in der Serie nie konkret erwähnt, jedoch betont sie stets, nicht aus Mexiko zu stammen. Dennoch wird sie oft fälschlicherweise als Mexican Lady bezeichnet. Catalina ist attraktiv und schlagfertig. Zwischenzeitlich arbeitete sie im Striplokal Club Chubby als Pole Dancer.

#### Darnell „Crabman“ Turner
Darnell „Crabman“ Turner (Eddie Steeples, deutscher Sprecher: Asad Schwarz): Darnell ist Earls Freund. Er arbeitet als Koch in Earls Stammkneipe. Dort lernte er auch Joy kennen, während diese noch mit Earl verheiratet war und schwängerte sie. Beide heiraten kurz nachdem Earl im Krankenhaus die Scheidungspapiere unterzeichnet hat. Dies tut der Freundschaft zwischen ihm und Earl jedoch keinen Abbruch. Er ist überaus intelligent, was er aber nur selten zeigt. Darnells richtiger Name ist Harry Monroe, den er jedoch im Zuge eines Zeugenschutzprogramms ändern musste. Zudem pflegt er eine innige Beziehung zu seiner Schildkröte, „Mr. Turtle“.

### Nebenfiguren

#### Mehrere Staffeln
- Eric „Dodge“ Chaz Hickey (Louis T. Moyle, deutscher Sprecher: Salvadore-Hugo Garth), Staffel 1 bis 4: Joys ältester Sohn. Joy war im sechsten Monat mit Dodge schwanger, als sie Earl heiratete. In der letzten Folge kommt heraus, dass Earl durch einen Zufall Dodges echter Vater ist.
- Earl Hickey Jr. (Trey Carlisle, deutscher Sprecher: Amadeus Siegel), Staffel 1 bis 4: Joys und Darnells Sohn. In der letzten Folge der Serie kommt heraus, dass Darnell nicht der echte Vater ist.
- Kenny James (Gregg Binkley, deutscher Sprecher: Sven Plate), Staffel 1 bis 4: Wurde in der Kindheit von Earl schikaniert. Earl und Kenny werden aber Freunde, als Earl Kenny hilft, seine Homosexualität auszuleben. Gelegentlich hilft Kenny, der in einem Copyshop arbeitet, Earl mit dessen Liste.
- Patty (Dale Dickey, deutsche Sprecherinnen: Astrid Bless, Sabine Walkenbach), Staffel 1 bis 4: Eine freundliche Prostituierte aus Camden, die auch als Nacht-Kellnerin arbeitet. Sie besitzt einen Master-Abschluss und spricht Bengali. In der Episode Witch Lady wird ihr voller Name verraten (Patricia Weezmer). In der Folge Inside Probe wird ihr zweiter Name, Michelle, offenbart.
- Sonny (Leo Fitzpatrick, deutscher Sprecher: Oliver Elias), Staffel 1 und 3: Tritt zum ersten Mal in der ersten Episode auf. Danach taucht er bis zur dritten Staffel nicht mehr auf. Earl trifft ihn auf dem Gefängnishof wieder. Sonny bringt Earl im Gefängnis bei, wie man sich möglichst unauffällig/unsichtbar verhält, verrät dann jedoch Earl an Glenn, da er ihm einen Gefallen schuldig ist.
- Donny Jones (Silas Weir Mitchell, deutscher Sprecher: Michael Deffert), Staffel 1 bis 4: Earls Freund und voll resozialisierter Verbrecher. Donny verbrachte zwei Jahre im Gefängnis für ein Verbrechen, das Earl begangen hatte. Donny fand im Gefängnis zu Jesus und hat Earl den Vorfall vergeben.
- Ralph Mariano (Giovanni Ribisi, deutscher Sprecher: Björn Schalla), Staffel 1 bis 4: Earls Freund aus Kindertagen. Ständig im Konflikt mit dem Gesetz. Er hat Earl und Randy für weniger als 175 $  verraten, aber sie vergeben ihm immer. In der zweiten Staffel zwingt er Earl, seine Mutter zu heiraten, aber später wird die Ehe für nichtig erklärt.
- Nescobar A-Lop-Lop (Abdoulaye N’Gom, deutscher Sprecher: Aloysius Itoka), Staffel 1 bis 4: Ein Immigrant aus Afrika. Er taucht erstmals als Schüler in Earls Klasse auf, als dieser Englischunterricht an der Volkshochschule gibt (Episode Unser Lehrer Earl). Später läuft er Earl und seinen Freunden regelmäßig über den Weg. Wie viele wiederholt auftretende Nebenfiguren ist er häufig im Crab Shack anzutreffen.
- Tim Stack (Timothy Stack, deutscher Sprecher: Bodo Wolf), Staffel 1 bis 4 – Abgehalfterter Schauspieler und lokale Berühmtheit im Camden County. Er scheint ein massives Alkoholproblem zu haben und ist meist betrunken. In der Regel trägt er eine Art Rettungsschwimmer-Outfit.
- Carlton „Carl“ Hickey  (Beau Bridges, deutscher Sprecher: Norbert Gescher), Staffel 1 bis 4: Earls und Randys Vater. Er ist über das Leben seiner Söhne enttäuscht, gibt aber Earl die Hauptschuld. Dies ändert sich erst in der 18. Episode der 1. Staffel. Earl gewinnt bei einem Autorennen mit Randys Hilfe einen 65er Mustang (welcher anfangs ein 1966er, aber nach der Restauration ein 1965er ist) zurück, den er Jahre zuvor verloren hatte. Zusammen mit seinem Vater restauriert er den Wagen, den Carl seinem Sohn zum 16. Geburtstag schenken wollte. Die Zeit, die sie miteinander verbringen, trägt dazu bei, dass sich das Verhältnis der beiden verbessert.
- Katherine „Kay“ Hickey (Nancy Lenehan, deutsche Sprecherin: Liane Rudolph), Staffel 1 bis 4: Earls und Randys Mutter. Sie ist auch über das Leben ihrer Söhne enttäuscht, ist aber von Anfang an toleranter als Carl. Sie ist glücklich, dass Earl sein Leben verändern will.
- Didi (Tracy Ashton, deutsche Sprecherin: Christin Marquitan), Staffel 1 bis 4: Eine einbeinige Frau, die auch auf Earls Liste steht.
- Mr. Sydney Turtle:, Staffel 1 bis 4: Darnells geliebtes Haustier. Er ist offenbar Jude und wurde 1913 geboren. In Made A Lady Think I was God erwähnt Darnell, dass Mr. Turtle keinen Vornamen hat, aber in Got the Babysitter Pregnant steht auf seinem Grabstein „Mr. Sydney Turtle“.
- Jasper (Juan Pope), Staffel 1 bis 4: Ein Hehler, der dafür bekannt ist, als einziger Mensch in Camden ausnahmslos alles zu kaufen. Diesem Ruf zum Trotz lehnt er im Serienverlauf mehrfach Kaufangebote wegen des zu hohen Risikos oder aus moralischen Gründen ab.
- Tatiana (Jessica Cauffiel), Staffel 1 und 2: Jaspers aus Russland stammende „Katalogbraut“. Sie ist von seinen bescheidenen Lebensverhältnissen enttäuscht und behandelt ihn sehr schroff und abweisend. Wie er hat sie eine deutliche Affinität zur Kriminalität. Ab Mitte der zweiten Staffel kommt sie nicht mehr vor und scheint Jasper verlassen zu haben.
- Willie (Bill Suplee, deutscher Sprecher: Raimund Krone) – auch genannt Willie the one-eyed Mailman, Staffel 1 bis 4: Er taucht öfters auf, sein Auge verliert er als Joy eine Bowlingkugel auf einen Def-Leppard Wandspiegel wirft, zu sehen in Folge 36 (Our Cops is on).
- Officer Stuart Daniels (Mike O’Malley, deutscher Sprecher: Bernhard Völger), Staffel 1 bis 4: Ein unfähiger Camden County Police Officer, der auf der Liste steht, weil Earl seine Dienstmarke stahl, um die Autorität zu missbrauchen. Er stammt aus einer Familie von weiblichen Polizisten, die sich oft über ihn wegen seiner beruflichen Unfähigkeit lustig machen. Er offenbart sich als ein talentierter Bowler und ist bestrebt, Profi zu werden. Später wird enthüllt, dass er homosexuell ist und er hat eine Beziehung mit Kenny James.
- Rodney (Clint Howard, deutscher Sprecher: Gerald Schaale), Staffel 1 und vier: Die mieseste Ausführung eines Diebes – er klaut sogar die Beute anderer Diebe, wenn sich die Gelegenheit dazu bietet.
- Josh (Josh Wolf), Staffel 2 bis 4: Ein Mitarbeiter des Supermarkts „Bargain Bag“, der zu Beginn der zweiten Staffel von Joy versehentlich entführt wird, als sie einen Laster des Marktes stiehlt. Später stirbt er bei einem kuriosen Haushaltsunfall und es stellt sich heraus, dass sich sein Leben hauptsächlich im Internet abspielte. Obwohl er vor diesen Ereignissen nie in Erscheinung trat, kommt er später noch mehrfach in früher spielenden Rückblenden sowie in Earls Komaphantasie vor.
- Liberty Washington (Tamala Jones, deutsche Sprecherin: Diana Borgwardt), Staffel 2 und 3: Sie ist Joys Halbschwester aus einer der zahlreichen außerehelichen Affären ihres Vaters und kämpft unter dem Namen Lady Liberty als Wrestlerin für die Black Ladies of Wrestling. Zuerst hassen sich Joy und Liberty, doch nach einem Wrestling-Kampf und der darauffolgenden Aussprache begraben sie ihre Meinungsverschiedenheiten und einigen sich darauf, dass Joy ein Kind für Liberty und ihren Mann Ray-Ray austrägt, da Joy kurz vor einer Gerichtsverhandlung steht und sich als Schwangere mehr Mitgefühl von den Geschworenen erhofft, während Liberty Karriere als Wrestlerin machen und nicht wegen der Schwangerschaft ausfallen will.
- Ray-Ray (DJ Qualls, deutscher Sprecher: Ozan Ünal), Staffel 2 und 3: Libertys Mann, der viele Charakterzüge mit Darnell teilt. Er besitzt eine Bartagame mit dem Namen „Mr. Bearded Dragon“, den er mit der gleichen väterlichen Zuneigung behandelt wie Darnell Mr. Turtle. Der Name seines Vaters war „Ray“, und er gab ihm den Namen „Ray-Ray“, deshalb möchte er seinen Sohn „Ray-Ray-Ray“ nennen. Das Baby wird jedoch ein Mädchen und bekommt den Namen Ray-Ray-Ray-Ann.
- Little Chubby (Norm MacDonald), Staffel 2 und 4: Er ist der einzige Sohn des schwerreichen  Richard „Big“ Chubby und ein absoluter Sadist. Er quält alles und jeden. Earl hat ihn auf seiner Liste, weil er ihm Jahre zuvor in die Weichteile getreten hatte und dieser danach spurlos verschwand. Als Big Chubby stirbt, taucht Little Chubby wieder auf und übernimmt die Geschäfte. Es stellt sich heraus, dass der Tritt in die Leistengegend Little Chubby zu einem handzahmen Menschen gemacht hat. Earl muss ihm trotzdem helfen und steht ihm bei der Hoden-OP bei, nach welcher Little Chubby wieder zu einem Sadisten wird. Am Ende entscheidet er sich aber gegen ein Leben als Sadist und verstümmelt sich selbst. In der letzten Folge erfährt man, dass er später doch wieder zum Fiesling wurde, da man ihn als netten Kerl im Geschäftsleben nicht ernst nahm.
- Officer Hoyne (Billy Gardell), Police-Officer, der vor allem in den Teilen größere Auftritte hat, in denen Polizei-Fernsehshows im Zentrum stehen

#### Nur zweite Staffel
- Richard „Big“ Chubby (Burt Reynolds, deutscher Sprecher: Norbert Langer): Ihm gehört so ziemlich alles in Camden County, von Chubby’s Pulled-Pork-BBQ-Restaurant bis hin zu Chubby’s Sportstudio. Er führt seine Geschäfte mit eiserner Hand und erschreckt die Leute gern mit einer Wasserpistole, die mit Wodka gefüllt ist. Zum Ende der zweiten Staffel verwechselt er diese Pistole mit einer echten Waffe und spritzt sich statt Wodka eine Kugel in den Mund. Seine Geschäfte werden von seinem Sohn Little Chubby übernommen. Earl braucht Big Chubby, weil er die Kaution in Höhe von 1 Mio. Dollar für Joy stellen soll.
- Ruby Witlow (Marlee Matlin, deutsche Sprecherin: Dorette Hugo) – Joys gehörlose Pflichtverteidigerin. Sie hat eine Affäre mit Earl, beendet diese jedoch, als sie erfährt, dass er vor Jahren bei ihr eingebrochen ist.

#### Nur dritte Staffel
- Frank Stump (Michael Rapaport, deutscher Sprecher: Oliver Rohrbeck): Wurde bis zur dritten Staffel nie erwähnt, taucht aber dann wie Sonny im Gefängnis auf. Er war ursprünglich der Besitzer von Joys Wohnwagen und übte Darnells Job im Crab Shack aus. Er landete wegen eines Raubüberfalls im Gefängnis, bei dem Earl und Randy eigentlich auch mitmachen sollten. Dazu kam es nicht, da Earl am Vortag von Joy betrunken gemacht und zur Heirat mit ihr überredet wurde.
- Paco (Raymond Cruz, deutscher Sprecher: Sebastian Christoph Jacob) – Franks Freund und Komplize, der mit ihm zusammen im Gefängnis landete. Er war mit Catalina liiert, die ursprünglich seinetwegen in die USA kam. Wegen seiner Inhaftierung kam es jedoch zu keiner Begegnung mehr und Catalina wusste nicht, was aus ihm geworden war. Gegen Ende der dritten Staffel finden beide wieder zusammen. Danach verschwindet Paco allerdings ohne Erklärung aus der Geschichte.
- Billie Cunningham (Alyssa Milano, deutsche Sprecherin: Dascha Lehmann): Franks Freundin, die ihn im Gefängnis verlässt und nach einem Gespräch mit Earl anfängt, ihr Leben zu bessern. Sie ist später auch kurzzeitig mit Earl verheiratet.
- Warden Jerry Hazelwood (Craig T. Nelson, deutscher Sprecher: Christian Rode): Überforderter Gefängnisdirektor, dem Earl mehrfach dessen Arbeit abnimmt, um früher in Freiheit entlassen zu werden. Er steht bei seiner Frau unter dem Pantoffel, die die Gouverneurin des Staates ist.
- Ron (Larry Joe Campbell, deutscher Sprecher: Michael Iwannek): Wachmann im Gefängnis, in dem Earl inhaftiert ist. Es besteht eine gewisse Ähnlichkeit zwischen ihm und Randy.

## Episodenliste
| Episode   | Deutscher Titel                                  | Originaltitel              | Erstausstrahlung ORF 1 | Erstausstrahlung NBC |
| --------- | ------------------------------------------------ | -------------------------- | ---------------------- | -------------------- |
| 1 (1-01)  | Kein Zufall                                      | Pilot                      | 30. August 2007        | 20. September 2005   |
| 2 (1-02)  | Zwei Jahre als Geschenk?                         | Quit Smoking               | 6. September 2007      | 27. September 2005   |
| 3 (1-03)  | Ein 3000-Dollar-Dilemma                          | Randy’s Touchdown          | 13. September 2007     | 4. Oktober 2005      |
| 4 (1-04)  | Ich war nicht tot, nur genervt                   | Faked His Own Death        | 20. September 2007     | 11. Oktober 2005     |
| 5 (1-05)  | Unser Lehrer Earl                                | Teacher Earl               | 27. September 2007     | 18. Oktober 2005     |
| 6 (1-06)  | Steigen Sünden im Wert?                          | Broke Joy’s Fancy Figurine | 4. Oktober 2007        | 1. November 2005     |
| 7 (1-07)  | Erschlichenes Bier                               | Stole Beer From A Golfer   | 11. Oktober 2007       | 8. November 2005     |
| 8 (1-08)  | Kopfball für die Braut                           | Joy’s Wedding              | 18. Oktober 2007       | 15. November 2005    |
| 9 (1-09)  | Senior gegen Junior                              | Cost Dad the Election      | 25. Oktober 2007       | 22. November 2005    |
| 10 (1-10) | Lasst uns froh und verlogen sein                 | White Lie Christmas        | 1. November 2007       | 6. Dezember 2005     |
| 11 (1-11) | Problemkinder jung und alt                       | Barn Burner                | 8. November 2007       | 5. Januar 2006       |
| 12 (1-12) | Karma, wo bist du?                               | O Karma, Where Art Thou?   | 15. November 2007      | 12. Januar 2006      |
| 13 (1-13) | In der Höhle der Wurst                           | Stole P’S HD Cart          | 22. November 2007      | 19. Januar 2006      |
| 14 (1-14) | Wie bekommen wir Oma in den Knast                | Monkeys In Space           | 30. November 2007      | 26. Januar 2006      |
| 15 (1-15) | Ist das Leben nicht schön?                       | Something To Live For      | 6. Dezember 2007       | 2. Februar 2006      |
| 16 (1-16) | Eifersüchtiges Karma                             | The Professor              | 13. Dezember 2007      | 9. Februar 2006      |
| 17 (1-17) | Ja bestraft mich                                 | Didn’t Pay Taxes           | 20. Dezember 2007      | 2. März 2006         |
| 18 (1-18) | Überraschung vom Schicksal                       | Dad’s Car                  | 27. Dezember 2007      | 16. März 2006        |
| 19 (1-19) | Als beim Weltuntergang die Welt nicht unterging… | Y2K                        | 3. Januar 2008         | 23. März 2006        |
| 20 (1-20) | Ein Gespenst kehrt zurück                        | Boogeyman                  | 10. Januar 2008        | 30. März 2006        |
| 21 (1-21) | Kopfgeldjägerin gegen Luder                      | The Bounty Hunter          | 17. Januar 2008        | 6. April 2006        |
| 22 (1-22) | Glück ist eine Frage des Wollens                 | Stole a Badge              | 24. Januar 2008        | 27. April 2006       |
| 23 (1-23) | Blei im Hintern                                  | BB                         | 31. Januar 2008        | 4. Mai 2006          |
| 24 (1-24) | Arm und ärmerer                                  | Number One                 | 31. Januar 2008        | 11. Mai 2006         |

| Episode   | Deutscher Titel                           | Originaltitel                    | Erstausstrahlung ORF 1 | Erstausstrahlung NBC |
| --------- | ----------------------------------------- | -------------------------------- | ---------------------- | -------------------- |
| 25 (2-01) | Ich lass das mit dem Laster… – Teil 1     | Very Bad Things (1)              | 22. Oktober 2008       | 21. September 2006   |
| 26 (2-02) | …und zieh dich bitte wieder aus! – Teil 2 | Jump For Joy (2)                 | 23. Oktober 2008       | 28. September 2006   |
| 27 (2-03) | Haare stören, wo sie nicht hingehören     | Sticks & Stones                  | 24. Oktober 2008       | 5. Oktober 2006      |
| 28 (2-04) | Randy oder Tier – Die Liebe ist hier!     | Larceny Of A Kitty Cat           | 28. Oktober 2008       | 12. Oktober 2006     |
| 29 (2-05) | Schöntrinken scheitert                    | Van Hickey                       | 29. Oktober 2008       | 19. Oktober 2006     |
| 30 (2-06) | Earl Allmächtig                           | Made A Lady Think I Was God      | 30. Oktober 2008       | 2. November 2006     |
| 31 (2-07) | Sie hatten Post                           | Mailbox                          | 31. Oktober 2008       | 9. November 2006     |
| 32 (2-08) | Vom Drogentrip zum Ökotrip                | Robbed A Stoner Blind            | 3. November 2008       | 16. November 2006    |
| 33 (2-09) | Keiner hat sich hier im Griff             | Born a Gamblin Man               | 4. November 2008       | 30. November 2006    |
| 34 (2-10) | Südamerika ist schön… – Teil 1            | South of the Border Part Uno (1) | 5. November 2008       | 7. Dezember 2006     |
| 35 (2-11) | …wenn man nicht hinfährt – Teil 2         | South of the Border Part Dos (2) | 6. November 2008       | 7. Dezember 2006     |
| 36 (2-12) | Es war auch fein, kriminell zu sein       | Our ’Cops’ is On                 | 7. November 2008       | 4. Januar 2007       |
| 37 (2-13) | Schon erledigt?                           | Buried Treasure                  | 10. November 2008      | 11. Januar 2007      |
| 38 (2-14) | Keiner trauert zur Trauerfeier            | Kept A Guy Locked In A Truck     | 11. November 2008      | 18. Januar 2007      |
| 39 (2-15) | Ein frecher Franzose                      | Foreign Exchange Student         | 12. November 2008      | 1. Februar 2007      |
| 40 (2-16) | Gift und Galle und Gemeinsamkeiten        | Blow                             | 13. November 2008      | 8. Februar 2007      |
| 41 (2-17) | Alles schlechte zum Geburtstag!           | The Birthday Party               | 14. November 2008      | 15. Februar 2007     |
| 42 (2-18) | Früher war alles… auch nicht besser       | Guess Who’s Coming Out of Joy    | 17. November 2008      | 22. Februar 2007     |
| 43 (2-19) | Medienschlacht ums Karma                  | Harassed A Reporter              | 18. November 2008      | 12. April 2007       |
| 44 (2-20) | Entscheidung im Schritt                   | Two Balls, Two Strikes           | 19. November 2008      | 19. April 2007       |
| 45 (2-21) | Zu blöd für meinen Abschluss?             | G.E.D.                           | 20. November 2008      | 26. April 2007       |
| 46 (2-22) | Zu gut für einen ehrlichen Job?           | Get a Real Job                   | 21. November 2008      | 3. Mai 2007          |
| 47 (2-23) | Zu schnell im Knast!                      | The Trial                        | 24. November 2008      | 10. Mai 2007         |

| Episode   | Deutscher Titel                                        | Originaltitel                                      | Erstausstrahlung SF2 | Erstausstrahlung NBC |
| --------- | ------------------------------------------------------ | -------------------------------------------------- | -------------------- | -------------------- |
| 48 (3-01) | Mein Name ist bloß noch eine Nummer – Teil 1           | My Name is Inmate 28301-016 (1)                    | 6. Oktober 2009      | 27. September 2007   |
| 49 (3-02) | Mein Name ist bloß noch eine Nummer – Teil 2           | My Name is Inmate 28301-016 (2)                    | 7. Oktober 2009      | 27. September 2007   |
| 50 (3-03) | Was sich liebt, macht Krieg                            | The Gangs of Camden County                         | 8. Oktober 2009      | 4. Oktober 2007      |
| 51 (3-04) | Freund oder Frank?                                     | The Frank Factor                                   | 9. Oktober 2009      | 11. Oktober 2007     |
| 52 (3-05) | Knastliteratur                                         | Creative Writing                                   | 12. Oktober 2009     | 18. Oktober 2007     |
| 53 (3-06) | Gangsterbraut Billie                                   | Frank's Girl                                       | 13. Oktober 2009     | 25. Oktober 2007     |
| 54 (3-07) | Wieder ist es fein, kriminell gewesen zu sein – Teil 1 | Our Other Cops is On! Part 1                       | 14. Oktober 2009     | 1. November 2007     |
| 55 (3-08) | Wieder ist es fein, kriminell gewesen zu sein – Teil 2 | Our Other Cops is On! Part 2                       | 15. Oktober 2009     | 1. November 2007     |
| 56 (3-09) | Die Flucht ist erst der Anfang – Teil 1                | Randy In Charge (Of Our Days and Our Nights)       | 16. Oktober 2009     | 8. November 2007     |
| 57 (3-10) | Die Flucht ist erst der Anfang – Teil 2                | Midnight Bun                                       | 19. Oktober 2009     | 15. November 2007    |
| 58 (3-11) | Tanz der Knastis                                       | Burn Victim                                        | 20. Oktober 2009     | 29. November 2007    |
| 59 (3-12) | Freiheit vor der Nase                                  | Early Release                                      | 21. Oktober 2009     | 6. Dezember 2007     |
| 60 (3-13) | Besser wieder böse                                     | Bad Earl                                           | 22. Oktober 2009     | 10. Januar 2008      |
| 61 (3-14) | Was diese Hickeys so alles treiben – Teil 1            | I Won’t Die With A Little Help From My Friends (1) | 23. Oktober 2009     | 3. April 2008        |
| 62 (3-15) | Was diese Hickeys so alles treiben – Teil 2            | I Won’t Die With A Little Help From My Friends (2) | 26. Oktober 2009     | 3. April 2008        |
| 63 (3-16) | Filmriss                                               | Stole a Motorcycle                                 | 27. Oktober 2009     | 10. April 2008       |
| 64 (3-17) | Kein Gras ist über die Sache mit dem Gras gewachsen    | No Heads and a Duffel Bag                          | 28. Oktober 2009     | 17. April 2008       |
| 65 (3-18) | Karma, Koma, Killerball                                | Killerball                                         | 29. Oktober 2009     | 24. April 2008       |
| 66 (3-19) | Zukunftsbraut Billie                                   | Love Octagon                                       | 30. Oktober 2009     | 1. Mai 2008          |
| 67 (3-20) | Noch eine Liste                                        | Girl Earl                                          | 3. November 2009     | 8. Mai 2008          |
| 68 (3-21) | Die Verführung der sieben Jungfrauen – Teil 1          | Camdenites (1)                                     | 4. November 2009     | 15. Mai 2008         |
| 69 (3-22) | Die Verführung der sieben Jungfrauen – Teil 2          | Camdenites (2)                                     | 5. November 2009     | 15. Mai 2008         |

| Episode   | Deutscher Titel                            | Originaltitel                 | Erstausstrahlung RTL | Erstausstrahlung NBC |
| --------- | ------------------------------------------ | ----------------------------- | -------------------- | -------------------- |
| 70 (4-01) | Gefallen dem Karma schlechte Filme         | The Magic Hour                | 2. Oktober 2010      | 25. September 2008   |
| 71 (4-02) | Rache-Sex                                  | Monkey’s Take a Bath          | 2. Oktober 2010      | 25. September 2008   |
| 72 (4-03) | Das Böse kommt auf kranken Sohlen          | Joy in a Bubble               | 9. Oktober 2010      | 2. Oktober 2008      |
| 73 (4-04) | Im Geiste von Van Gogh                     | Stole an RV                   | 16. Oktober 2010     | 2. Oktober 2008      |
| 74 (4-05) | Und täglich grüßt Sweet Johnny             | Sweet Johnny                  | 23. Oktober 2010     | 9. Oktober 2008      |
| 75 (4-06) | Cheerleading für Anfänger                  | We’ve Got Spirit              | 23. Oktober 2010     | 16. Oktober 2008     |
| 76 (4-07) | Gut ist nicht gut für gewisse Freunde      | Quit Your Snitchin            | 30. Oktober 2010     | 23. Oktober 2008     |
| 77 (4-08) | Voodoo mir – so ich dir!                   | Little Bad Voodoo Brother     | 30. Oktober 2010     | 30. Oktober 2008     |
| 78 (4-09) | Einer tickt nicht richtig, die Bombe schon | Sold a Guy a Lemon Car        | 6. November 2010     | 6. November 2008     |
| 79 (4-10) | Früh gefreut, immer bereut                 | Earl and Joy’s Anniversary    | 6. November 2010     | 13. November 2008    |
| 80 (4-11) | Die Natur will nur spielen                 | Nature’s Game Show            | 13. November 2010    | 20. November 2008    |
| 81 (4-12) | Unsere wilde Farm                          | Reading Is a Fundamental Case | 13. November 2010    | 4. Dezember 2008     |
| 82 (4-13) | Tatenschaft für Afrika                     | Orphan Earl                   | 20. November 2010    | 11. Dezember 2008    |
| 83 (4-14) | Fies verhinderte Verhütung                 | Got the Babysitter Pregnant   | 27. November 2010    | 8. Januar 2009       |
| 84 (4-15) | Rampensau mit Fluchttier – Teil 1          | Darnell Outed (1)             | 27. November 2010    | 15. Januar 2009      |
| 85 (4-16) | Rampensau mit Fluchttier – Teil 2          | Darnell Outed (2)             | 4. Dezember 2010     | 22. Januar 2009      |
| 86 (4-17) | Schicksal, Schuld und Randy                | Randy’s List Item             | 4. Dezember 2010     | 5. Februar 2009      |
| 87 (4-18) | Hochmut kommt vor dem Earl                 | Friends with Benefits         | 18. Dezember 2010    | 12. Februar 2009     |
| 88 (4-19) | Die Spione, die mich nervten               | My Name is Alias              | 18. Dezember 2010    | 19. Februar 2009     |
| 89 (4-20) | Raum- und Trittbrettfahrer                 | Chaz Dalton’s Space Academy   | 9. Januar 2011       | 5. März 2009         |
| 90 (4-21) | Zu Besuch bei der alten Hexe               | Witch Lady                    | 9. Januar 2011       | 19. März 2009        |
| 91 (4-22) | Was nützen Küsse in Gedanken?              | Pinky                         | 16. Januar 2011      | 26. März 2009        |
| 92 (4-23) | Zwei Männer und ein Randy                  | Bullies                       | 16. Januar 2011      | 16. April 2009       |
| 93 (4-24) | Multiple Wiedergutmachung                  | Gospel                        | 23. Januar 2011      | 23. April 2009       |
| 94 (4-25) | Enthüllung nach 8 Jahren – Teil 1          | Inside Probe (1)              | 23. Januar 2011      | 7. Mai 2009          |
| 95 (4-26) | Enthüllung nach 8 Jahren – Teil 2          | Inside Probe (2)              | 30. Januar 2011      | 7. Mai 2009          |
| 96 (4-27) | Joys Schoß der Familie                     | Dodge’s Dad                   | 30. Januar 2011      | 14. Mai 2009         |

## Ausstrahlung
Die dritte Staffel der Serie wurde in den USA auf NBC vom 27. September 2007 bis zum 15. Mai 2008 ausgestrahlt. Der österreichische Sender ORF 1 startete die Ausstrahlung der ersten 20 Folgen am 29. August 2007 in der Satire-Sendeschiene Donnerstag Nacht. In der Schweiz wird My Name Is Earl seit dem 6. September 2007 von SF zwei ausgestrahlt.
Der deutsche Sender RTL plante, die ersten 12 Episoden im Jahr 2007 auszustrahlen, was jedoch in das Folgejahr verschoben wurde. Ab dem 18. Juli 2008 freitags um 23:30 Uhr ins Programm zu nehmen. Am 13. August 2008, also nach nur vier Wochen, wurde aber gemeldet, die Serie Ende desselben Monats wegen unbefriedigender Quoten wieder abzusetzen. Ab Oktober 2008 wurden die neuen Folgen vom Schweizer Fernsehen ausgestrahlt, wohingegen der ORF 1 eine angekündigte Ausstrahlung nicht vornahm. Erst seit dem 24. September 2009 wird in Österreich die zweite Staffel ausgestrahlt. Im Jahr 2017 wurde die komplette Serie auch auf dem Kanal RTL NITRO ausgestrahlt.

## Absetzung
Nach Ausstrahlung der vierten Staffel entschied sich der Sender NBC, keine weitere Staffel in Auftrag zu geben. Während die Produktionsfirma 20th Century Fox sowie Produzent Greg García und Hauptdarsteller Jason Lee gewillt waren, eine weitere Staffel zu drehen, konnte kein Sender gefunden werden, der die Serie in ihrem ursprünglichen Format ausstrahlen bzw. finanzieren wollte. Daraufhin entschied sich 20th Century Fox, die Serie nicht mehr weiterzuführen.
Greg Garcia stand enttäuschten Fans, die auf der Suche nach dem vorgesehenen Ende der Handlung waren, auf Reddit Rede und Antwort. So war geplant, dass Earl seine Liste nie wirklich vollenden würde. Während er zunehmend an einem unlösbaren Punkt seiner Liste verzweifelt, trifft er auf jemand anderen mit einer eigenen Liste, der bei Earl selbst etwas gut zu machen hatte. Als er nach dem Auslöser für dessen Idee zu einer Liste fragt, erzählt ihm dieser, dass er selbst auf jemandes Liste stand. Als Earl der Spur weiter nachgeht, landet er am Ende bei jemandem, den er (Earl) auf seiner Liste hatte. So wird ihm klar, dass seine Aktion mit der Liste eine Kettenreaktion in Gang gesetzt hat und immer mehr Leute mit einer eigenen Liste herumlaufen. So wird ihm klar, dass er endlich mehr Gutes als Schlechtes in die Welt gebracht hat, schließt mit seiner Liste ab und ist frei, sein Leben zu leben.

## Sonstiges
- In einer Folge sagt ihm sein Vater, dass Earl ursprünglich nach seinem Vater Carl benannt werden sollte, aber dieser den Namen zu unleserlich schrieb.
- Earl hat auf allen von ihm gemachten Fotos die Augen geschlossen, was ihm nicht gefällt. Sogar auf seinem Führerschein sind seine Augen zu.
- In mehreren Folgen sind Schilder und ähnliches mit Aufschriften wie „High Def Rocks“ zu sehen, die nur in der HDTV-Ausstrahlung und auf den DVDs lesbar sind.
- In mehreren Folgen spricht Catalina im Streit energisch Spanisch. Tatsächlich flucht und beleidigt sie jedoch nicht, sondern richtet freundliche Botschaften an die Zuschauer.
- Catalinas Führerschein, den sie in Born A Gambling Man (2.09) vorzeigt, ist mit Greg García unterschrieben.
- In der Folge No Heads and a Duffle Bag (3.17) gibt es eine Anspielung auf The Big Lebowski. Während Earl und Randy mit ihrem Vater Carl bei Circus Drogen kaufen, sagt dieser an Carl gewandt „I’m just, like, wondering about this old dude.“ Carl antwortet „Don’t call me ‚dude‘“, woraufhin Circus „Easy, Lebowski“ zu Carl sagt. Beau Bridges, der Darsteller von Carl Hickey, ist der ältere Bruder von Jeff Bridges. Dieser spielt die Rolle des Jeffrey Lebowski in The Big Lebowski. Im Gegensatz zu Carl Hickey, der nicht Dude genannt werden möchte, legt Jeffrey Lebowski Wert darauf, nicht mit seinem richtigen Namen angesprochen, sondern ausschließlich Dude genannt zu werden. Der Wortwitz geht in der deutschen Synchronfassung ein wenig unter, der Name Lebowski fällt dennoch.
- Im Motelzimmer neben ihnen werden „seltsame Sexpraktiken“ von anderen Mitbürgern abgehalten, in die sie in manchen Folgen hineinplatzen.
- In der ebenfalls von García produzierten Serie Raising Hope gibt es in mehreren Folgen Referenzen auf My Name is Earl, etwa in Form eines Filmplakats oder einer Nachrichtenmeldung über das einen Kleinkriminellen, der seine Vergehen wieder gut machen will. Außerdem haben alle Hauptdarsteller und mehrere Nebendarsteller von My Name is Earl Gastauftritte in Raising Hope.

## Auszeichnungen und Nominierungen
- Nominiert für den Golden Globe 2006 als Best Television Series – Musical oder Comedy
- Jason Lee nominiert für den Golden Globe 2006 als Bester Darsteller in einer Television Series – Musical oder Comedy
- Greg García gewann 2006 für My Name Is Earl einen Emmy in der Kategorie „Drehbuch für eine Comedy-Serie“
- 2007 erhielt Jaime Pressly einen Emmy für die „Beste Nebendarstellerin in einer Comedy-Serie“